# 強納森·德米
罗伯特·強納森·德米（英語：Robert Jonathan Demme，1944年2月22日—2017年4月26日），美国电影导演、制片人和编剧，奥斯卡最佳导演奖得主。

## 事业
他最知名的作品是1991年的经典犯罪惊悚片《沉默的羔羊》和1993年的剧情片《费城故事》，前者为他赢得了奥斯卡最佳导演奖。

## 个人生活
1944年他生于紐約州納蘇縣，毕业于佛羅里達大學。
他结过两次婚并有三个孩子: Ramona, Brooklyn, Josephine。他是电影导演Ted Demme的叔叔，Ted于2002年去世。
在1980年代，他与女摇滚歌手Belinda Carlisle有过一段感情，她还出演了他导演的电影 Swing Shift。
2017年4月26日，德米因食道癌并发症和心脏疾病逝世，享年73岁。

## 作品列表

### 電影
- 《監獄風雲錄（英语：Caged Heat）》（1974）
- 《瘋狂媽媽（英语：Crazy Mama）》（1975）
- 《狂鬥（英语：Fighting Mad (1976 film)）》（1976）
- 《小心處理（英语：Handle with Care (1977 film)）》（1977）
- 《飞瀑情仇（英语：Last Embrace）》（1979）
- 《天外橫財（英语：Melvin and Howard）》（1980）
- 《小迷糊的情淚（英语：Swing Shift (film)）》（1984）
- 《散弹露露》（1986）
- 《游向高棉（英语：Swimming to Cambodia）》（1987）
- 《烏龍密探擺黑幫（英语：Married to the Mob）》（1988）
- 《沉默的羔羊》（1991）
- 《费城故事》（1993）
- 《魅影情真（英语：Beloved (1998 film)）》（1998）
- 《迷情追殺（英语：The Truth About Charlie）》（2002）
- 《戰略迷魂》（2004）
- 《瑞秋要出嫁》（2008）
- 《建築師（英语：A Master Builder）》（2013）
- 《搖滾女王（英语：Ricki and the Flash）》（2015）

### 紀錄片
- 《別假正經》（1984）
- 《表哥鮑比（英语：Cousin Bobby）》（1992）
- 《店头希治阁（英语：Storefront Hitchcock）》（1998）
- 《让·多米尼克（英语：The Agronomist）》（2003）
- 《尼爾·楊：金心告白 搖滾絕讚特輯（英语：Neil Young: Heart of Gold）》（2006）
- 《吉米·卡特：来自草原的人（英语：Man from Plains）》（2007）
- 《尼爾·楊演唱會實錄（英语：Neil Young Trunk Show）》（2009）
- 《尼爾·楊的心靈旅程（英语：Neil Young Journeys）》（2011）
- 《賈斯汀·提姆布萊克與田納西孩子（英语：Justin Timberlake + The Tennessee Kids）》（2016）

### 電視電影
- 《我這次扮演誰（英语：Who Am I This Time? (film)）》（1982）

## 奖项与提名
- 奥斯卡奖
  - 1991: Silence of the Lambs (获奖)
- 金球奖
  - 1991: Silence of the Lambs (提名)
- 英国电影学院奖
  - 1991: Silence of the Lambs (提名最佳电影)
  - 1991: Silence of the Lambs (提名最佳导演)
- 卫星奖
  - 1991: Silence of the Lambs (提名)
- 柏林国际电影节
  - 1991年第41届柏林国际电影节: Silence of the Lambs (提名) - 金熊奖
  - 1991: Silence of the Lambs (获奖) - 柏林影展最佳导演银熊奖[5]
  - 1994: Philadelphia (提名) - 金熊奖